# Pachyprosopis eucyrta
Pachyprosopis eucyrta är en biart som beskrevs av Exley 1972. Pachyprosopis eucyrta ingår i släktet Pachyprosopis och familjen korttungebin. Inga underarter finns listade i Catalogue of Life.

## Bildgalleri

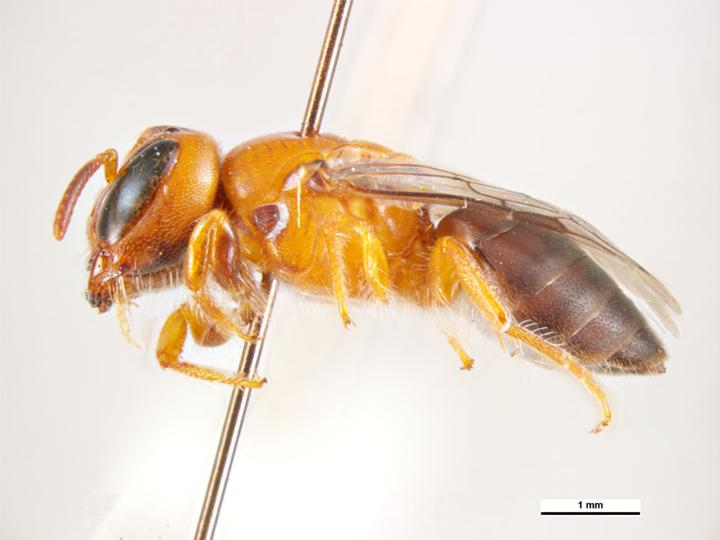
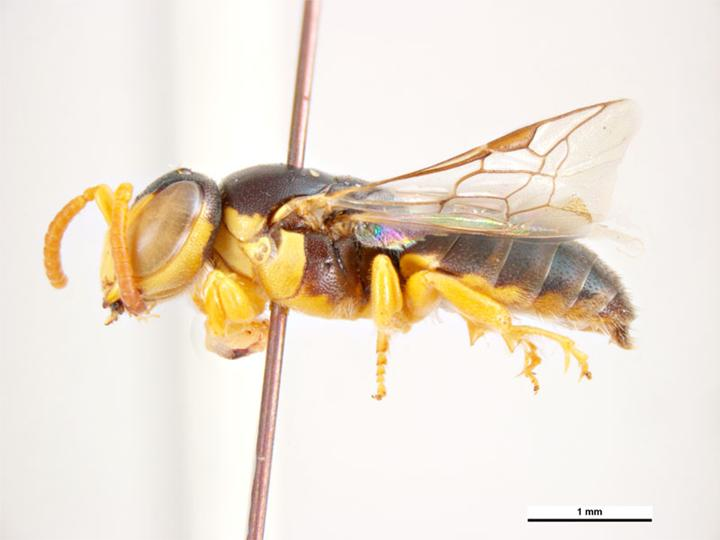